# Мун Сон Гиль
Мун Сон Гиль (кор. 문성길; 20 июля 1963, Йонам) — корейский боксёр легчайших весовых категорий, выступал за сборную Южной Кореи в 1980-е годы. Чемпион мира, двукратный чемпион Азиатских игр, участник летних Олимпийских игр в Лос-Анджелесе, многократный победитель крупных международных турниров и национальных первенств. В период 1987—1993 успешно боксировал на профессиональном уровне, владел поясами чемпиона мира по версиям ВБА и ВБС.

## Биография
Мун Сон Гиль родился 20 июля 1963 года в уезде Йонам, провинция Чолла-Намдо. Рос в бедной многодетной семье, был вторым ребёнком у своих родителей, имея четырёх братьев и двух сестёр. В детстве вынужден был работать на тяжёлой низкооплачиваемой работе, чтобы поддерживать семью и прокормить младших детей.

### Любительская карьера
Уже в юном возрасте начал активно заниматься боксом, с ранних лет получил прозвище Каменный кулак, будучи бьющим панчером с мощным нокаутирующим ударом. Первого серьёзного успеха на ринге добился в 1982 году, когда в легчайшем весе победил на Кубке короля в Бангкоке и выиграл Азиатские игры в Нью-Дели. Благодаря череде удачных выступлений удостоился права защищать честь страны на летних Олимпийских играх 1984 года в Лос-Анджелесе, где впоследствии дошёл до стадии четвертьфиналов, проиграв доминиканцу Педро Ноласко. Год спустя на Кубке мира в Сеуле нокаутировал всех троих соперников и завоевал тем самым золотую медаль.
1986 год получился наиболее успешным в любительской карьере Муна, поскольку он выигрывал на всех турнирах, в которых принимал участие. В том числе одержал победу на домашних Азиатских играх и победил на чемпионате мира в американском городе Рино, где в решающем матче со счётом 3:2 переиграл титулованного немца Рене Брайтбарта (это первый случай в истории бокса, когда представителю Южной Кореи удалось выиграть золото мирового первенства, следующая победа будет только через 19 лет, когда чемпионат в Мяньяне выиграет легковес Ли Ок Сон). Вскоре после этих соревнований он решил попробовать себя среди профессионалов и покинул национальную сборную. Всего в его послужном списке 241 бой на любительском уровне, из них 219 окончены победой (164 досрочно), 22 поражением.

### Профессиональная карьера
В марте 1987 года Мун провёл свой первый профессиональный бой, техническим нокаутом победил филиппинца Рика Баджелота. После шести уверенных досрочных побед его соперником стал таец Каокор Галакси, чемпион мира в легчайшем весе по версии Всемирной боксёрской ассоциации (ВБА). Бой между ними продлился только до шестого раунда — в результате непреднамеренного столкновения головами Мун получил серьёзное рассечение над глазом, поэтому судьи остановили поединок и начали считать очки. Единогласным решением победа досталась корейцу, так он впервые завоевал титул чемпиона мира среди профессионалов. Выигранный пояс Мун защитил два раза, после чего в июле 1989 года в рамках третьей защиты вновь встретился с Каокором. На этот раз представитель Таиланда выглядел гораздо лучше, в одиннадцатом раунде дважды посылал Муна в нокдаун и в итоге вернул себе чемпионский титул. Это был первый бой Муна из двенадцати раундов и первое его поражение на профессиональном ринге.
Мун продолжал занимать высокие позиции в рейтингах и в 1990 году получил возможность побороться с представителем Ганы Нана Конаду, действующим чемпионом мира во втором наилегчайшем весе по версии Всемирного боксёрского совета (ВБС). Бой вышел очень напряжённым, оба соперника несколько раз побывали в нокдаунах, однако в девятом раунде судьи вновь вынуждены были остановить бой по причине рассечения у Муна, вызванного нечаянным столкновением головами. Таким образом, кореец во второй раз завоевал чемпионский титул. Этот пояс Мун удерживал почти четыре года, защитил его рекордное количество раз — девять, причём в пяти из этих боёв ему противостояли предыдущие и будущие чемпионы мира, например, в одном из поединков его соперником был выдающийся панамский боксёр Иларио Сапата, нокаутированный в первом же раунде. Мун лишился своего титула во время десятой защиты, мексиканец Хосе Луис Буэно отстоял на ногах все двенадцать раундов, и двое из судей отдали ему победу. Вскоре Мун Сон Гиль принял решение завершить карьеру спортсмена, всего на профессиональном уровне он провёл 22 боя, из них 20 окончил победой (в том числе 15 досрочно), два раза проиграл.

### Личная жизнь
После окончания спортивной карьеры Мун занимался общественной деятельностью в Южной Корее, участвовал в деятельности благотворительных фондов, снимался в роликах социальной рекламы. Женат, есть двое детей.

## Влияние
В честь Сон Гиль Муна американский музыкант Марк Козелек назвал фолк-рок-группу Sun Kil Moon, созданную им в 2002 году.